# Wereldkampioenschappen tafeltennis 1989
De wereldkampioenschappen tafeltennis 1989 werden van 29 maart t/m 9 april gehouden in de West-Duitse stad Dortmund. Het was de 40e editie van het toernooi.
Op het programma stonden zeven onderdelen:
- Enkelspel mannen. Regerend kampioen was  Jiang Jialiang.
- Enkelspel vrouwen. Regerend kampioen was  He Zhili.
- Dubbelspel mannen. Regerend kampioenen waren  Chen Longcan en  Wei Qingguang.
- Dubbelspel vrouwen. Regerend kampioenen waren  Hyun Jung-hwa en  Yang Young-ja.
- Gemengd dubbel. Regerend kampioenen waren  Hui Jun en  Geng Lijuan.
- Team mannen. Regerend kampioen was  China.
- Team vrouwen. Regerend kampioen was  China.

De winnaars mogen zich voor twee jaar wereldkampioen noemen. De verliezend finalist ontvangt de zilveren medaille. De verliezers van de halve finales ontvangen de bronzen medaille op de individuele onderdelen. Bij de teams wordt er wel om de bronzen plak gestreden door de verliezende halvefinalisten.

## Medailles

### Medaillewinnaars
| Onderdeel        | Goud                                                                             | Zilver                                                           | Brons                                                                     |
| Enkelspel (m)    | Jan-Ove Waldner                                                                  | Jörgen Persson                                                   | Andrzej Grubba Yu Shentong                                                |
| Enkelspel (v)    | Qiao Hong                                                                        | Li Bun-hui                                                       | Hyun Jung-hwa Chen Jing                                                   |
| Dubbel (m)       | Steffen Fetzner Jörg Roßkopf                                                     | Zoran Kalinić Leszek Kucharski                                   | Chen Longcan Wei Qingguang Hui Jun Teng Yi                                |
| Dubbel (v)       | Deng Yaping Qiao Hong                                                            | Chen Jing Hu Xiaoxin                                             | Gao Jun Liu Wei Ding Yaping Li Jun                                        |
| Dubbel (gemengd) | Yoo Nam-kyu Hyun Jung-hwa                                                        | Zoran Kalinić Gordana Perkučin                                   | Chen Longcan Chen Jing Chen Zhibin Gao Jun                                |
| Team (m)         | Zweden Mikael Appelgren Peter Karlsson Erik Lindh Jörgen Persson Jan-Ove Waldner | China Chen Longcan Jiang Jialiang Ma Wenge Teng Yi Yu Shentong   | Noord-Korea Chu Jong-chol Hong Chol Kim Song-hui Li Gun-sang Yun Mun-song |
| Team (v)         | China Chen Jing Chen Zihe Hu Xiaoxin Li Huifen                                   | Zuid-Korea Hong Soon-hwa Hyun Jung-hwa Kim Young-mi Kwon Mi-sook | Hongkong Chai Po Wa Chan Tan Lui Hui So Hung Mok Ka Sha                   |

### Medailleklassement
Dubbelparen uit verschillende landen gelden ieder als 0,5.
| Plaats | Land           | Goud | Zilver | Brons | Totaal |
| 1      | China          | 3    | 2      | 8     | 13     |
| 2      | Zweden         | 2    | 1      | 0     | 3      |
| 3      | Zuid-Korea     | 1    | 1      | 1     | 3      |
| 4      | West-Duitsland | 1    | 0      | 0     | 1      |
| 5      | Joegoslavië    | 0    | 1,5    | 0     | 1,5    |
| 6      | Noord-Korea    | 0    | 1      | 1     | 2      |
| 7      | Polen          | 0    | 0,5    | 1     | 1,5    |
| 8      | Hongkong       | 0    | 0      | 1     | 1      |
| Totaal | Totaal         | 7    | 7      | 12    | 26     |